# Oana-Dana Balas
Oana Balas és llicenciada en Filologia anglesa i espanyola (2001) i màster en Estudis italo-ibèrics (2002) per la Universitat de Bucarest. També va ser becària de la Fundació Congrés de Cultura Catalana (1999, 2000). Des del 2002 és professora a la Universitat de Bucarest, al departament de Lingüística Romànica, Llengües i Literatures Iberoromàniques i Italià. Ensenya lingüística, castellà i català i col·labora en la realització d'un manual de català per a estudiants romanesos. Des del 2007 tradueix narrativa catalana.